# Цетнер, Александр
Александр Цетнер (ум. 1675) — польский шляхтич, военный и государственный деятель Речи Посполитой, полковник войск коронных, хорунжий подольский (с 1641), каштелян галицкий (1651—1672).

## Биография
Представитель польского шляхетского рода Цетнеров герба «Пржерова». Четвёртый сын Бальцера (Балтазара) Цетнера и Ядвиги Курзанской (родственницы гетмана великого коронного Станислава Жолкевского). Сват генерального старосты подольского Стефана Потоцкого.
В юности начал военную службу. В 1620 году А. Цетнер участвовал в битве с турками под Цецорой, где попал в плен. Был выкуплен из турецкого плена своим старшим братом, подчашием львовским Анджеем Цетнером.
В звании королевского ротмистра Александр Цетнер принимал участие с боях со шведами во время войны в Пруссии 1626—1629 годах. В 1632 году был избран депутатом (послом) от Галицкой земли на элекционный сейм, где поддержал кандидатуру Владислава Вазы на польский королевский трон.
За заслуги в боях со шведами, татарами и казаками Александр Цетнер получил во владение королевские имения Городница, Сулковцы, Зенивцы (1640), Вербку и другие. 24 апреля 1641 года был назначен хорунжим подольским. В 1647 году был избран послом (депутатом) от Галицкой земли на сейм. 17 июня того же года Александр Цетнер был назначен ротмистром панцирной хоругви.
В конце 1647 года свел личные счеты с державцем Бориничей Адамом Жечицким, напав на его имение со своими вооруженными слугами (200 чел.). А. Жечицкий был убит, а его дети длительное время судились с Александром Цетнером.
В 1649 году А. Цетнер во главе панцирной хоругви участвовал в обороне Збаража, осажденного казацко-татарскими войсками. В 1651 году принимал участие в Берестецкой битве. 5 июля 1651 года после смерти Адама Казановского (погиб в первый день сражения) стал каштеляном галицким.
В 1653 году А. Цетнер был назначен одним из комиссаров для определения вреда имениям князя Дмитрия Ежи Вишневецкого во время осады Збаража. В 1653 году он участвовал в боях под Жванцем. В 1654—1655 годах Александр Цетнер принимал участие в боях в начале Русско-польской войны (1654—1667 гг.). Был одним из немногим польских командиров, чьи подразделения (командовал полком) не покидали поле боя. В начале Шведского потопа (1655) находился вместе с королём Яном Казимиром Вазой в Ланьцуте. В 1658 году он был наказан баницией за нападение с князем Дмитрием Ежи Вишневецким на его брата Доминика Константина (после примирения получил охранную грамоту от короля).
В 1660 году Александр Цетнер в составе польской армии участвовал в битве с русскими войсками под Чудновом. Во время военной конфедерации оставался на стороне короля Яна Казимира. Сражался против левобережного гетмана Ивана Брюховецкого, поддерживаемого Москвой.
В 1671 году Александр Цетнер передал королевское имение Стоки во владение своему старшему сыну Яну.
Вместе со своей супругой Анной Замойской (дочерью каштеляна львовского Вацлава Яна Замойского) оказывал финансовую поддержку костёлу и монастырю в Подкамне. Часто не платил десятину за свои имения, что приводило к судебным приговорам. Монах-доминиканин Шимон Окольский в своих трудах хвалил Александра Цетнера (два из них посвятил Цетнеру). В актах Люблинского коронного трибунала имя А. Цетнера часто фигурировало в связи с обвинениях в насилии, нападениях. Цетнер приговаривался судами к баниции, но судебные постановления или не выполнялись, или его спасали королевские охранные грамоты.
В 1671 году старый Александр Цетнер, получи разрешение короля, передал свою панцирную хоругвь своему старшему сыну, старосте щуровицкому Яну Цетнеру.
В середине XVII века земли вокруг Свиржа и сам замок перешли в собственность Александра Цетнера, семья которого владела замком до конца XIX века.
Умер 23 декабря 1675 года.

## Семья
Жена — Анна Замойская, львовского каштеляна Вацлава Яна Замойского (ум. 1650) и Софии с Бабина Пшончанки. Их дети:
- Ян Цетнер (ум. 1680), староста щуровецкий и львовский
- Александр Цетнер (ум. 1709), староста теребовльский
- Тереза (София?) Цетнер — первая жена воеводы брацлавского Яна Потоцкого (1616—1675/1676).